# Varga Olivér Csaba
Varga Olivér Csaba (Budapest, 1988. január 19. –), Varga Csaba rajzfilmrendező és Kiss Beáta szinkronrendező fia. Jelenleg a Moholy-Nagy Művészeti Egyetem media design (MA) szakos hallgatója.

Foglalkozik még szinkronizálással és bűvészettel.

## Tanulmányai
1994-2000 - Ádám Jenő Ének-Zene Tagozatos Általános Iskola zene tagozata.

2000-2006 - Városmajori Gimnázium

2006-2008 - Budai Rajziskola /alkalmazott grafikus/

2008-2011 - Moholy-Nagy Művészeti Egyetem /media design BA/

2011-2014 - Moholy-Nagy Művészeti Egyetem /media design MA/

## Jelentősebb szinkronszerepek[1]
- Egy asszony illata (1992) - Willie Rossi
- A Szépség és a Szörnyeteg (film, 1991) (1992) - Csészike
- Bambi (film, 1942) (1993) - Kis Bambi
- Végveszélyben (1994) - John Ryan, Jr.
- 101 kiskutya (film, 1961) (1995) - Dalmata
- Babe 2 (1999) - Easy